# Omio
Omio是欧洲主要的综合交通票务平台，于2013年创办于德国柏林，原名Goeuro。其元搜索引擎研究并连接了37个国家/地区的火车、航班、巴士和渡轮等800多家运输公司。用户可以看到各种交通换乘方案，并在网站或手机应用程序上直接购票，无需通过各国公司语言各异的网站和繁琐购票流程。据该公司称，在新冠疫情开始之前，每月有2700万人访问。

## 外部連結
- Omio官方網站 （页面存档备份，存于）